# Trận Onjong
Trận Onjong (Tiếng Triều Tiên: 온정리 전투), hay Trận Ôn Giếng (温井战斗, bính âm: Wēn Jǐng Zhàn Dòu) là trận đánh đầu tiên giữa Chí nguyện quân Nhân dân Trung Hoa và lực lượng Liên Hợp Quốc trong Chiến tranh Triều Tiên. Nơi diễn ra trận đánh là thị trấn Onjong, ngày nay thuộc Cộng hòa Dân chủ Nhân dân Triều Tiên (còn gọi là Triều Tiên hoặc Bắc Triều Tiên) từ ngày 25 đến 29 tháng 10 năm 1950. Trong trận này, Quân đoàn 40 của Chí nguyện quân Nhân dân Trung Hoa đã nhiều lần phục kích thành công các đơn vị Quân đoàn II Đại Hàn Dân quốc (Hàn Quốc) đang tiến quân về phía biên giới Trung-Triều tại sông Áp Lục và khiến cho Quân đoàn II không còn khả năng chiến đấu, làm suy yếu cánh phải của Tập đoàn quân số 8 Hoa Kỳ và chặn bước tiến của lực lượng Liên Hợp Quốc về sông Áp Lục.

## Hoàn cảnh trận đánh
Rạng sáng ngày 25 tháng 6 năm 1950, Quân đội Nhân dân Triều Tiên vượt vĩ tuyến 38 tấn công về phía nam, bắt đầu quá trình xâm lược Hàn Quốc. Quân đội Đại Hàn Dân Quốc gần như đã bị đánh bại trước khi được lực lượng Liên Hợp Quốc, chủ yếu là quân đội Hoa Kỳ, hỗ trợ kịp thời và đánh bại quân đội Triều Tiên trong Trận Vành đai Pusan. Đến tháng 10 năm 1950, tình hình chiến sự đổi chiều, các lực lượng Liên Hợp Quốc vượt qua vĩ tuyến 38 tiến vào Cộng hòa Dân chủ Nhân dân Triều Tiên bất chấp sự phản đối mạnh mẽ từ Cộng hoà Nhân dân Trung Hoa. Ngày 19 tháng 10, thủ đô CHDCND Triều Tiên là Bình Nhưỡng thất thủ về tay Tập đoàn quân số 8 Hoa Kỳ. Các lực lượng Liên Hợp Quốc đều được lệnh hướng đến tận biên giới Trung-Triều tại Sông Áp Lục. Riêng Quân đoàn II Hàn Quốc, bao gồm ba sư đoàn bộ binh 6, 7 và 8, trở thành lực lượng tiên phong của Tập đoàn quân số 8 Hoa Kỳ, được lệnh băng qua ngôi làng Onjong tấn công về hướng sông Áp Lục vào ngày 23 tháng 10 năm 1950.
Cộng hòa Nhân dân Trung Hoa trước đó đã tập trung chuẩn bị cho một cuộc chiến không chỉ giới hạn ở biên giới Trung – Triều mà còn ở trong lãnh thổ Triều Tiên. Tháng 7 năm 1950, "Quân đội phòng vệ biên giới Đông Bắc" đã được thành lập và đến cuối tháng 7 đã có 255.000 quân Trung Quốc tập trung tại biên giới Đông Bắc. Ngày 1 tháng 10, Chủ tịch Cộng hòa Nhân dân Trung Hoa Mao Trạch Đông nhận được điện khẩn của Thủ tướng CHDCND Triều Tiên Kim Nhật Thành và Bộ trưởng Ngoại giao Pak Hŏnyŏng yêu cầu khi quân đội Liên Hợp Quốc đánh vào khu vực phía bắc vĩ tuyến 38 thì Trung Quốc trực tiếp cho quân đội vào giúp Quân đội Nhân dân Triều Tiên tác chiến. Trong khi tăng cường chuẩn bị cho chiến tranh, Mao Trạch Đông liên tiếp đưa ra những lời cảnh báo nếu Mỹ vượt vĩ tuyến 38, Trung Quốc sẽ tham chiến. Ngày 18 tháng 10 năm 1950, trong cuộc họp khẩn cấp của Bộ Chính trị, Mao Trạch Đông quyết định "Cho dù chúng ta phải đối phó với những khó khăn lớn thế nào đi nữa, chúng ta cũng không nên thay đổi quyết định tham chiến, càng không nên trì hoãn thêm nữa thời gian tham chiến."
Ngày 19 tháng 10, Giải phóng quân Nhân dân Trung Hoa dưới tên gọi Chí nguyện quân Nhân dân (CNQTH) - tư lệnh là tướng Bành Đức Hoài, phó tư lệnh là Đặng Hoa, Hồng Học Trí, Hàn Tiên Sở - bí mật vượt sông Áp Lục tiến vào phía bắc bán đảo Triều Tiên, chủ yếu hành quân vào ban đêm. Chiến dịch đầu tiên mà Chí nguyện quân tiến hành sẽ nhắm vào mục tiêu tiêu diệt Quân đoàn II Hàn Quốc, lực lượng tiên phong và nằm ở cánh phải Tập đoàn quân số 8 Hoa Kỳ, đang tiến quân dọc theo dãy núi Taebaek ở giữa bán đảo. Chủ tịch Mao đánh điện cho tướng Bành vào ngày 21 tháng 10 rằng quân Mỹ và Hàn Quốc hoàn toàn không biết gì về sự hiện diện của Chí nguyện quân và ba sư đoàn Hàn Quốc 6, 7 và 8 đang di chuyển quá nhanh ở phía tây tạo cơ hội không thể tốt hơn để quân Trung Quốc có thể đánh tan ba sư đoàn này, giành thắng lợi đầu tiên trong cuộc chiến và ổn định tình hình chiến sự. Trong khi đó, Tổng tư lệnh quân đội Liên Hợp Quốc Douglas MacArthur cho rằng không có nhiều khả năng Trung Quốc can thiệp vũ trang vào Triều Tiên và vì Trung Quốc không có không quân nên "nếu như người Trung Quốc tiến vào Bình Nhưỡng thì sẽ có một cuộc tàn sát quy mô rất lớn".

## Địa điểm trận đánh
Onjong là một ngôi làng có vị trí chiến lược đắc địa tại phần hạ lưu thung lũng sông Ch'ongch'on, cách Unsan 16 km về hướng đông bắc. Phía đông làng Onjong là làng Huich'on, nơi xuất phát cuộc tấn công của Quân đoàn II Hàn Quốc. Về phía bắc, làng Onjong giáp với làng Kojang, cách sông Áp Lục 80 km. Do địa hình đồi núi hiểm trở ở biên giới Trung-Triều, Onjong là một trong số ít các vị trí có thể xâm nhập vào khu vực sông Áp Lục. Địa hình đồi núi gây khó khăn cho việc di chuyển quân trong khi lại lý tưởng cho việc phục kích.

## Sự chuẩn bị của đôi bên
Vào ngày 24 tháng 10, Sư đoàn 6 Bộ binh của Quân đoàn II Hàn Quốc đã từ Huich'on tiến công về phía tây và chiếm được làng Onjong trong ngày này. Từ Onjong, Trung đoàn 7 Bộ binh, Sư đoàn 6 Bộ binh Hàn Quốc quay về hướng bắc tiến đến Kojang, trong khi Trung đoàn 2 Bộ binh, Sư đoàn 6 Bộ binh Hàn Quốc dự định tiến về phía tây bắc từ Onjong về phía Pukchin. Vì Bộ Tư lệnh Liên Hợp Quốc đánh giá quân đội Triều Tiên trên đường tan rã không còn khả năng chống trả nên việc tiến quân của các lực lượng Liên Hợp Quốc không có sự phối hợp chặt chẽ với nhau. Sư đoàn 6 tiến quân với tốc độ nhanh và vượt lên trên khá xa đối với các sư đoàn khác, bao gồm cả các sư đoàn Hoa Kỳ. Trung đoàn 7 Bộ binh Hàn Quốc đi sâu vào vùng Triều Tiên chiếm giữ mà không gặp phải nhiều kháng cự nên tỏ ra chủ quan và hoàn toàn không biết gì về mối đe dọa mới.
Trong khi quân lính Hàn Quốc đang tiến về sông Áp Lục, Chí nguyện quân cũng đang cố gắng triển khai các đơn vị của họ cho Chiến dịch Giai đoạn 1 sắp tới. Khi Tư lệnh Chí nguyện quân Bành Đức Hoài đang cho thiết lập sở chỉ huy của mình tại Taeyudong, ông nhận thấy kế hoạch tấn công của Trung đoàn 2 Bộ binh Hàn Quốc sẽ đe dọa vị trí này. Do không còn bất kỳ một đơn vị Triều Tiên nào ở gần đó để che giấu sự hiện diện của Chí nguyện quân, tướng Bành buộc phải bắt đầu Chiến dịch Giai đoạn 1 sớm hơn dự kiến bằng cách điều Quân đoàn 40 Chí nguyện quân dưới quyền tướng Ôn Ngọc Thành đánh chặn Trung đoàn bộ binh số 2 Hàn Quốc gần Onjong. Vào đêm 24 tháng 10, Sư đoàn 118 của Quân đoàn 40 (có quân số 13.000 người với sư đoàn trưởng là Đặng Nhạc mới chỉ 32 tuổi) đã đến được vị trí đánh chặn và thiết lập các vị trí phục kích trên những rặng núi nhìn ra con đường Onjong-Pukchin, một con đường thung lũng chật hẹp dọc theo sông Ch'ŏngch'ŏn.

## Diễn biến

### Các cuộc chạm trán đầu tiên
Sáng ngày 25 tháng 10, Trung đoàn 2 Bộ binh Hàn Quốc bắt đầu tiến về phía tây bắc về phía Pukchin. Tại địa điểm cách Onjong 13 km về phía tây, lính Hàn Quốc bắt đầu bị tấn công. Tiểu đoàn 3 thuộc Trung đoàn 2 Hàn Quốc là lực lượng bị tấn công cho rằng đối đầu với mình chỉ là một nhóm nhỏ tàn quân Triều Tiên nên xuống xe để nổ súng xua đuổi nhưng hai trung đoàn Chí nguyện quân từ trên cao điểm bắt đầu rót hỏa lực hạng nặng bao trùm toàn bộ quân Hàn Quốc. Tiểu đoàn 3 tan hàng ngay lập tức và vứt lại toàn bộ xe cơ giới và pháo. Khoảng 400 lính Hàn Quốc còn sống sót trong tổng số 750 ban đầu của Tiểu đoàn 3 sau trận phục kích bỏ chạy về phía Onjong.
Khi nghe tin Tiểu đoàn 3 Hàn Quốc bị tập kích, Tiểu đoàn 2 được đưa đến yểm trợ Tiểu đoàn 3 trong khi Tiểu đoàn 1 được lệnh trở lại Onjong. Tiểu đoàn 2 trên đường đi tăng viện bị đẩy lùi trở về Onjong nhưng đã bắt được một số tù binh Trung Quốc để biết các thông tin cực kỳ xấu là họ đang phải đối đầu với khoảng 10.000 lính Trung Quốc và từ ngày 17 tháng 10, quân Trung Quốc đã bố trí phục kích quân Liên Hợp Quốc tại các ngọn đồi quanh Pukchin. Cùng lúc đó, Bộ Tư lệnh CNQTH đã ra lệnh cho Sư đoàn 120 của Quân đoàn 40 tham gia trận chiến trong khi bộ phận còn lại của Quân đoàn 40 nhận nhiệm vụ phong tỏa con đường đi đến làng Onjong. Đến nửa đêm khi đã phong tỏa xong, Sư đoàn 118 và một trung đoàn của Sư đoàn 120 CNQTH tấn công Onjong vào ngày 26 tháng 10 lúc 3 giờ 30 phút sáng, và đánh gục Trung đoàn 2 Hàn Quốc chỉ sau 30 phút. Mặc dù Đại tá Ham Byung Sun, Trung đoàn trưởng Trung đoàn 2 Bộ binh Hàn Quốc đã cố gắng tập hợp lại quân lính của mình tại một vị trí phòng thủ mới cách Onjong 5 km về phía đông, CNQTH tiếp tục đánh bại vị trí mới này một giờ sau đó. Lính Hàn Quốc chạy về hướng đông thấy quân Trung Quốc đã phong tỏa con đường liền tìm đường thoát khác trên các ngọn đồi. Tại thời điểm này, Trung đoàn 2 đã tan rã và không còn một đại đội nào của Trung đoàn này còn nguyên vẹn. Khoảng 2.700 người trong số 3.100 người của Trung đoàn cuối cùng đã chạy thoát đến sông Ch'ongch'on. Hai cố vấn Mỹ của Nhóm Cố vấn Quân sự Hàn Quốc (KMAG) của Trung đoàn này cũng bị quân Trung Quốc bắt sống.

### Trận phục kích thứ hai
Việc CNQTH phải tấn công quá sớm làm mất tính bất ngờ đã khiến Chủ tịch Mao vô cùng thất vọng. Tuy nhiên, Mao vẫn thúc giục tướng Bành Đức Hoài tìm cách bao vây các đơn vị Hàn Quốc để tiêu diệt các lực lượng Hàn Quốc/Liên Hợp Quốc đến tăng viện và giải vây cho đơn vị đồng đội của họ bị mắc kẹt. Lúc này, Sư đoàn 8 Hàn Quốc đã đến được Huich'on và gặp Sư đoàn 6 Hàn Quốc. Thiếu tướng Yu Jae-hung, Tư lệnh Quân đoàn II Hàn Quốc, quyết định tăng phái Trung đoàn 19 thuộc Sư đoàn 6 Bộ binh (của Đại tá Park Kwang Hyuk) và Trung đoàn 10 thuộc Sư đoàn 8 Bộ binh (của Đại tá Go Geun Hong) cho nhiệm vụ tái chiếm Onjong và lấy lại quân trang, vũ khí bị lính Hàn Quốc vứt bỏ lại trước đó. Trung đoàn 7 Bộ binh thuộc Sư đoàn 6, dưới sự chỉ huy của Đại tá Im Pu Taek, ban đầu dự tính sẽ đánh chiếm Ch’osan nhưng sau khi Trung đoàn 2 thảm bại cũng được lệnh rút lui về phía nam cùng với Sư đoàn 6 bộ binh. Tuy nhiên Trung đoàn 7 không thể thực thi mệnh lệnh này vì thiếu đạn dược, xăng dầu và thức ăn và phải đến 11 giờ sáng ngày 28 tháng 10 mới có yểm trợ đường không cho những thứ mà Trung đoàn này cần. Với hy vọng sẽ đập tan phần còn lại của Quân đoàn II Hàn Quốc, tướng Bành ra lệnh cho Sư đoàn 118 Chí nguyện quân tiến về phía bắc để đánh chặn Trung đoàn 7 Hàn Quốc đang rút lui, trong khi hai Sư đoàn 119 và 120 của CNQTH có tổng quân số 25.000 người sẽ chờ phục kích tiêu diệt bất kỳ lực lượng tăng viện nào đi qua Onjong.
Ngày 27 tháng 10, Sư đoàn 118 CNQTH đã cô lập Trung đoàn 7 Hàn Quốc bằng cách chặn ngang con đường giữa Kojang và Onjong, nhưng Trung đoàn 7 đã không đến vị trí bị đánh chặn do thiếu hụt nhiên liệu. Sau khi nhận ra Quân đoàn II Hàn Quốc không bị đánh lừa, tướng Bành lệnh cho Sư đoàn 119 và 120 CNQTH tiêu diệt Trung đoàn 10 và 19 Hàn Quốc. Vào đêm 28 tháng 10, cuộc phục kích của hai sư đoàn CNQTH đã nhanh chóng tiêu diệt hai trung đoàn Hàn Quốc đang di chuyển ở phía đông Onjong, và việc quân Trung Hoa chặn hậu đã khiến lính Hàn Quốc phải bỏ lại toàn bộ các phương tiện cơ giới và pháo (để trốn chạy.
Trung đoàn 7 Hàn Quốc giờ đây trở thành đơn vị duy nhất còn sót lại của Sư đoàn 6 Bộ binh, nhưng trung đoàn này sau đó cũng rơi vào bẫy phục kích của Sư đoàn 118 Chí nguyện quân vào ngày 29 tháng 10 ở vị trí 32 km về phía nam Kojang khi đang trên đường rút lui về phía nam sau khi đã nhận đủ tiếp liệu không vận. Sư đoàn 118 được lệnh đợi quân tiếp viện từ Quân đoàn 50, nhưng để kịp thời ngăn chặn lính Hàn Quốc trốn thoát, không cần chi viện đã tự phát động tấn công vào đêm 29 tháng 10. Sau hai giờ chiến đấu, Trung đoàn 7 tan hàng với tàn quân chạy trốn lên núi dù có không quân yểm trợ. Khoảng 875 sĩ quan và binh sĩ trong tổng quân số 3.552 ban đầu của Trung đoàn này chạy thoát thành công. Trung đoàn trưởng Đại tá Lim Bu Taik và hai tiểu đoàn trưởng dưới quyền thoát khỏi bàn tay kẻ thù trong khi các sỹ quan tham mưu của trung đoàn và cố vấn Mỹ thuộc Nhóm Cố vấn Quân sự Hàn Quốc (KMAG) bị bắt hoặc bị giết. Trong đó có Thiếu tá Harry Fleming toàn thân bị thương 15 chỗ bị lính Trung Quốc bắt sống.

## Hậu quả
Trận Onjong là thất bại đầu tiên của Quân đội Đại Hàn Dân Quốc trước Chí nguyện quân Trung Hoa trong Chiến tranh Triều Tiên và Hàn Quốc hoàn toàn không biết gì về việc Trung Quốc đã tham chiến cho đến khi bị tấn công bất ngờ. Với tổn thất nặng nề của Sư đoàn 6 Bộ binh và Trung đoàn 10 Bộ binh, Quân đoàn II Hàn Quốc tan vỡ, không còn là một lực lượng chiến đấu có tổ chức. Ngày 29 tháng 10, Tập đoàn quân số 8 Hoa Kỳ phải cho Sư đoàn 7 Hàn Quốc đang thuộc quân đoàn I Hoa Kỳ đến chi viện cho Quân đoàn II Hàn Quốc. Quân đoàn II Hàn Quốc tiếp tục bị quân Trung Quốc tấn công vào ngày 31 tháng 10 và phòng tuyến của Trung đoàn 16, Sư đoàn 8 Hàn Quốc bị chọc thủng.
Sự sụp đổ của Quân đoàn II Hàn Quốc khiến cánh phải của Tập đoàn quân số 8 Hoa Kỳ giờ đây không còn được đơn vị nào che chở trước việc CNQTH tràn xuống phía nam. Lợi dụng tình thế này, CNQTH tập kích Tập đoàn quân số 8, tiêu diệt Trung đoàn 15 Bộ binh Hàn Quốc và Trung đoàn 8 Kỵ binh Hoa Kỳ trong Trận Unsan. Với các lực lượng CNQTH đang được đổ vào phía sau chiến tuyến quân Liên Hiệp quốc, Tập đoàn quân số 8 buộc phải rút lui về sông Ch'ongch'on. Nhờ có sự chiến đấu dũng cảm của Trung đoàn 5 Bộ binh Hoa Kỳ và Sư đoàn 7 Bộ binh Hàn Quốc tại Kunu-ri mà CNQTH mới bị chặn đứng và Tập đoàn quân số 8 thoát khỏi một trận thảm bại. Đến ngày 5 tháng 11, các vấn đề về hậu cần đã buộc CNQTH phải chấm dứt Chiến dịch Giai đoạn 1. Theo thống kê từ phía Trung Quốc, họ đã tiêu diệt khoảng 15.000 lính Hàn Quốc trong các cuộc giao tranh đầu tiên.
Mặc dù CNQTH không thể khai thác được việc đột phá thành công trận tuyến của quân Liên Hiệp quốc, các chỉ huy Trung Hoa đã nhận thấy được sự yếu kém của Quân đoàn II Hàn Quốc ở cánh phải của Tập đoàn quân số 8 Hoa Kỳ. Trong kế hoạch của Chiến dịch Giai đoạn 2, tướng Bành một lần nữa tập trung sức mạnh tấn công của mình vào Quân đoàn II Hàn Quốc và nhờ đó giành thắng lợi lớn tại Trận chiến sông Ch'ongch'on. Đến giữa tháng 12 năm 1950, CNQTH và Quân đội Nhân dân Triều Tiên đã chiếm lại được phần lớn lãnh thổ Bắc Triều Tiên.
Để kỷ niệm trận chiến này khi Trung Quốc chính thức tham gia Chiến tranh Triều Tiên, ngày 25 tháng 10 hàng năm là Ngày kỷ niệm cuộc Chiến tranh Kháng Mỹ viện Triều (抗美援朝).